# 177722 Pelletier
177722 Pelletier è un asteroide della fascia principale. Scoperto nel 2005, presenta un'orbita caratterizzata da un semiasse maggiore pari a 2,2954606 au e da un'eccentricità di 0,1433427, inclinata di 3,48697° rispetto all'eclittica.